# Windsor Locks
Windsor Locks ist eine Stadt im Hartford County im US-Bundesstaat Connecticut, Vereinigte Staaten, mit 13.400 Einwohnern (Stand: 2004) und liegt am Connecticut River. Die geographischen Koordinaten sind: 41,93° Nord, 72,66° West. Das Stadtgebiet hat eine Größe von 24,2 km².

## Wirtschaft und Infrastruktur

### Verkehr
Der Bradley International Airport liegt zum größten Teil in Windsor Locks und bedeckt rund ein Drittel der Fläche der Stadt.

### Bildung
Windsor Locks hat mit der Windsor Locks Elementary School, der Windsor Locks Middle School und der Windsor Locks High School drei öffentliche Schulen.

## Sehenswürdigkeiten
Das New England Air Museum, am internationalen Flughafen gelegen, zeigt Exponate der Luftfahrt, u. a. etwa 125 Flugzeuge und 200 Flugzeugmotoren.